# Eugen Naumann (Politiker, 1803)
Eugen Samuel Philipp Naumann (* 1803 in Neufahrwasser; † 4. Februar 1880 in Posen) war ein deutscher Jurist, Abgeordneter und Oberbürgermeister von Posen.

## Leben
Naumann war der Sohn des königlichen Inspektors des Landessalzamtes, Johann Friedrich Naumann und dessen Ehefrau Sophie, geborene Rose. Er besuchte das Gymnasium in Breslau und legte 1824 sein Abitur ab. Danach studierte er Rechtswissenschaften an der Universität Bonn und der Universität Berlin. Nach dem Studium arbeitete er zunächst in Berlin und kehrte dann nach dem Tod seines Vaters 1827 nach Posen zurück und arbeitete als Gerichtspraktikant. Im Oktober 1830 wurde er zum Stadtrat gewählt und wurde gleichzeitig Stadtsyndikus. Nach dem Tod des Bürgermeisters von Posen, Karl Behm, wurde er am 5. April 1835 zum Bürgermeister von Posen gewählt und blieb 36 Jahre lang bis zum 25. April 1871 in diesem Amt. Er sprach neben Deutsch auch Polnisch und engagierte sich für ein Miteinander der Volksgruppen. In seine Amtszeit fiel die erste Eisenbahnverbindung mit Stettin (1848), Breslau (1856) und Berlin (1870), die Eröffnung des Stadtkrankenhauses (1854), des Gaswerkes (1856) und des Wassernetzes (1864–1866). Die Stadt wuchs während seiner Amtszeit von 35.500 auf 56.400 Einwohner. Sein Nachfolger als Bürgermeister wurde Hermann Kohleis.
Naumann war mit Ulrike geborene Kaskel verheiratet. Aus der Ehe gingen zwei Söhne, Richard und Heinrich, und fünf Töchter, Elise, Marie, Berta, Helene und Clara, hervor. Eugen Naumann ist ein Enkel.
Naumann gehörte ab 1837 als Vertreter der Stadt Posen dem Provinziallandtag der Provinz Posen an. Er war auch 1847 Abgeordneter auf dem Ersten Vereinigten Landtages. 1849 und von 1859 bis 1861 war er Abgeordneter im Preußischen Abgeordnetenhaus.

## Auszeichnungen
In Posen wurde eine Straße und ein Realschule nach ihm benannt. Er wurde mit dem Titel eines Geheimen Rats geehrt und mit dem Roten Adlerorden 3. Klasse am Band ausgezeichnet.